# Ruhrbania

Ruhrbania-Bilder
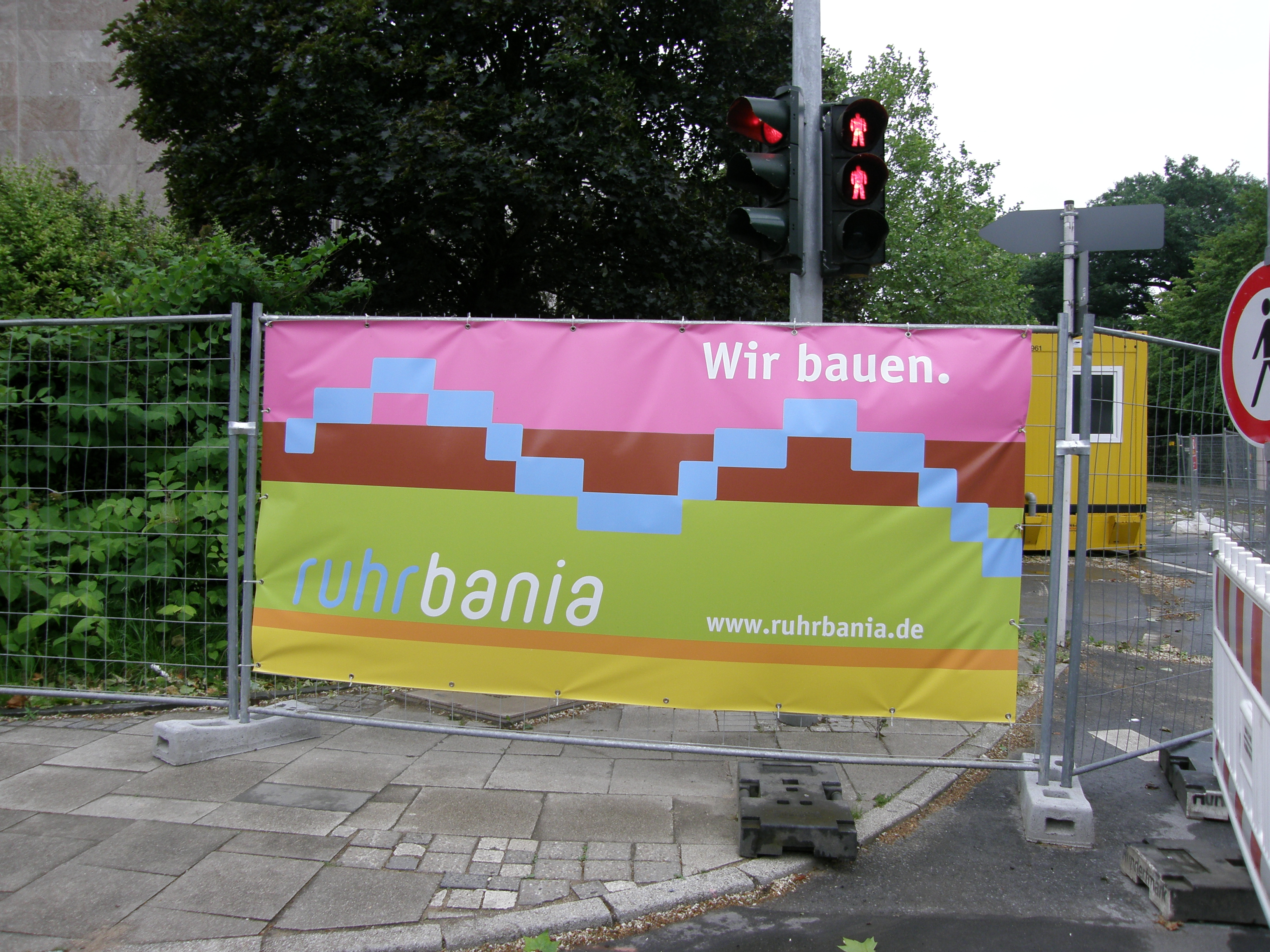
Banner an der Ruhrbania-Baustelle
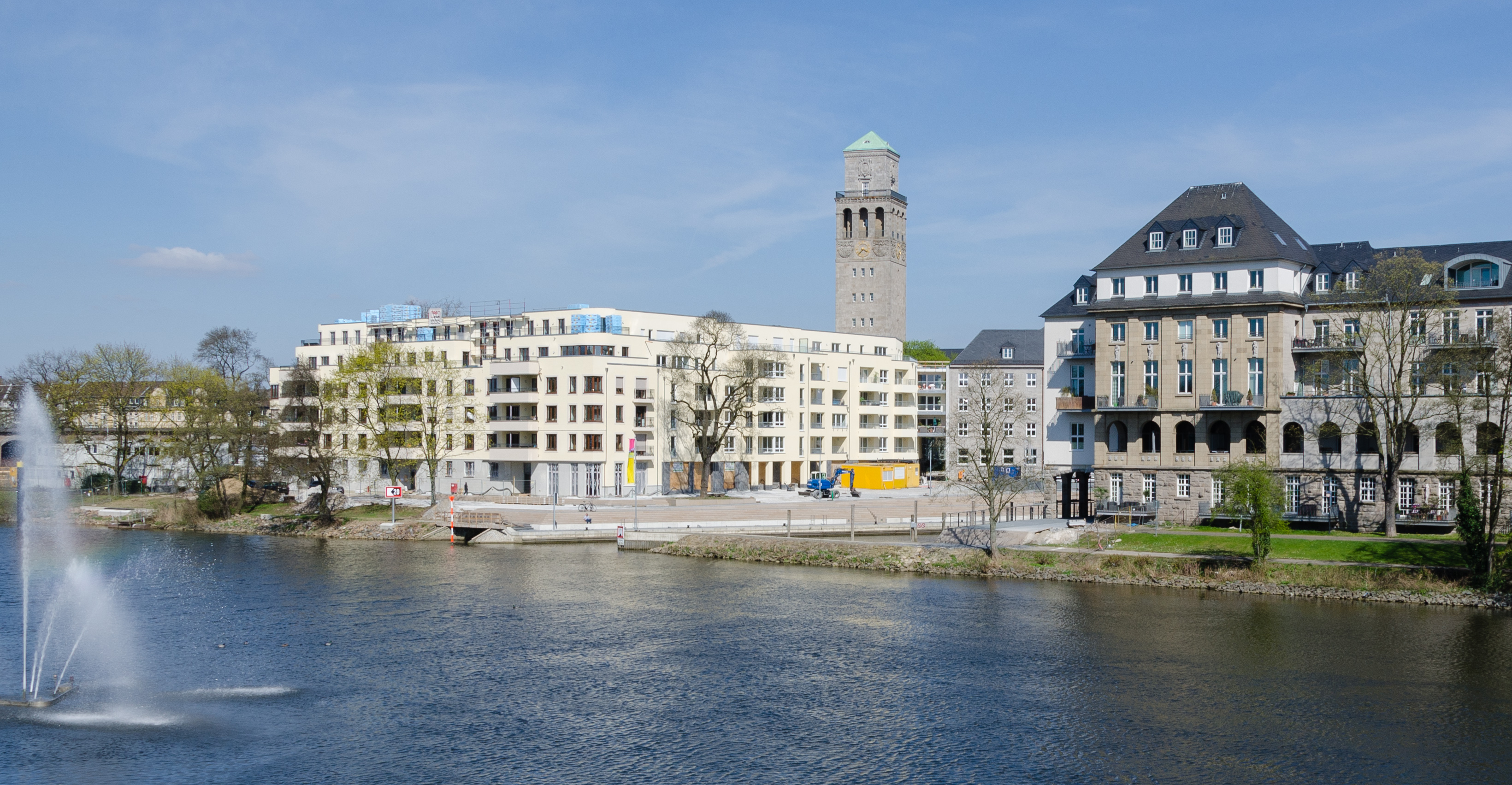
Stand der Bauarbeiten an der Ruhrpromenade und Marina (April 2013)
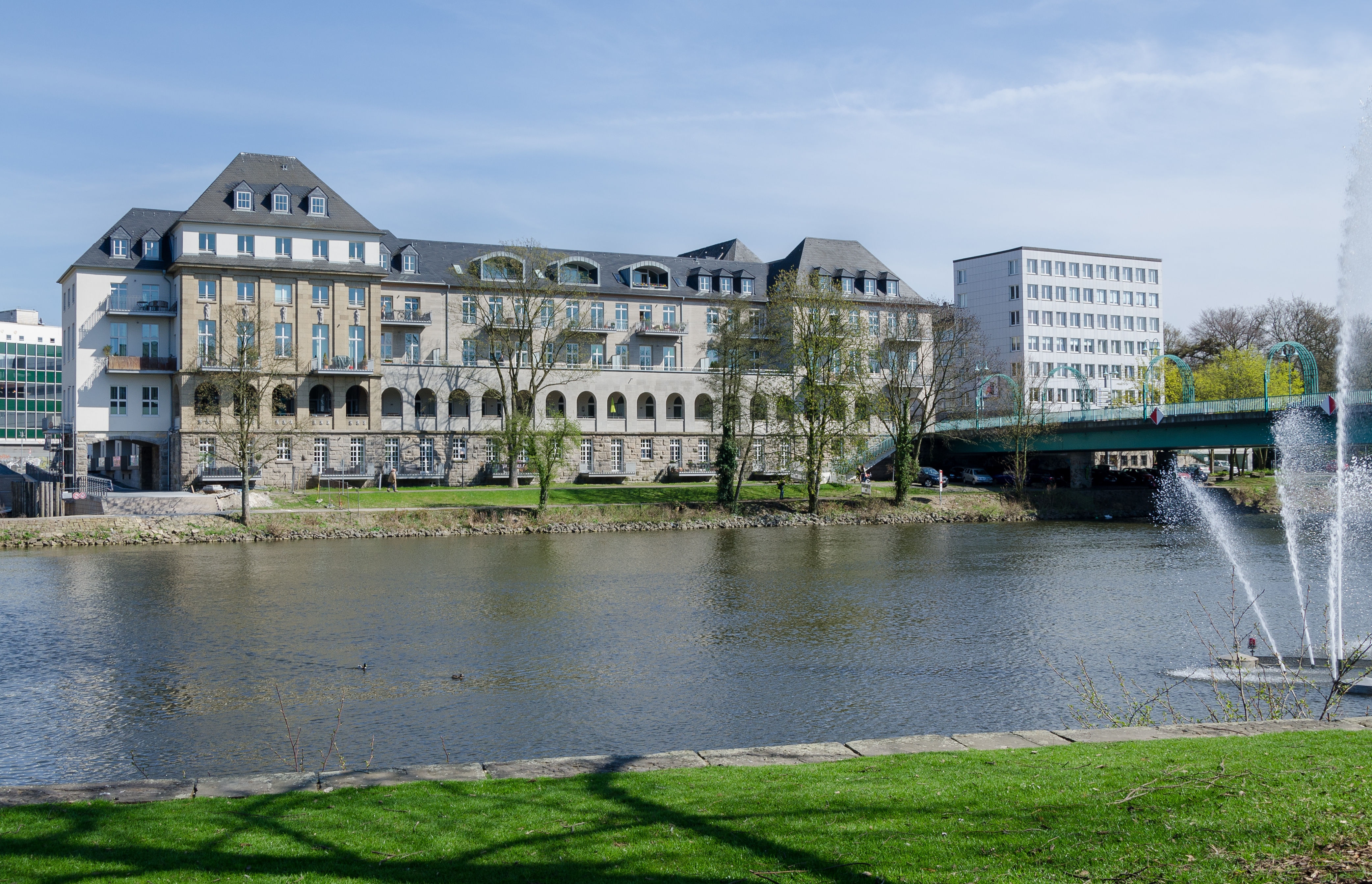
Blick auf das ehemalige Stadtbad und die Schlossbrücke. Im Zuge von Ruhrbania wurde das Gebäude in Palais am Stadtkai umbenannt und beherbergt nun Eigentumswohnungen.
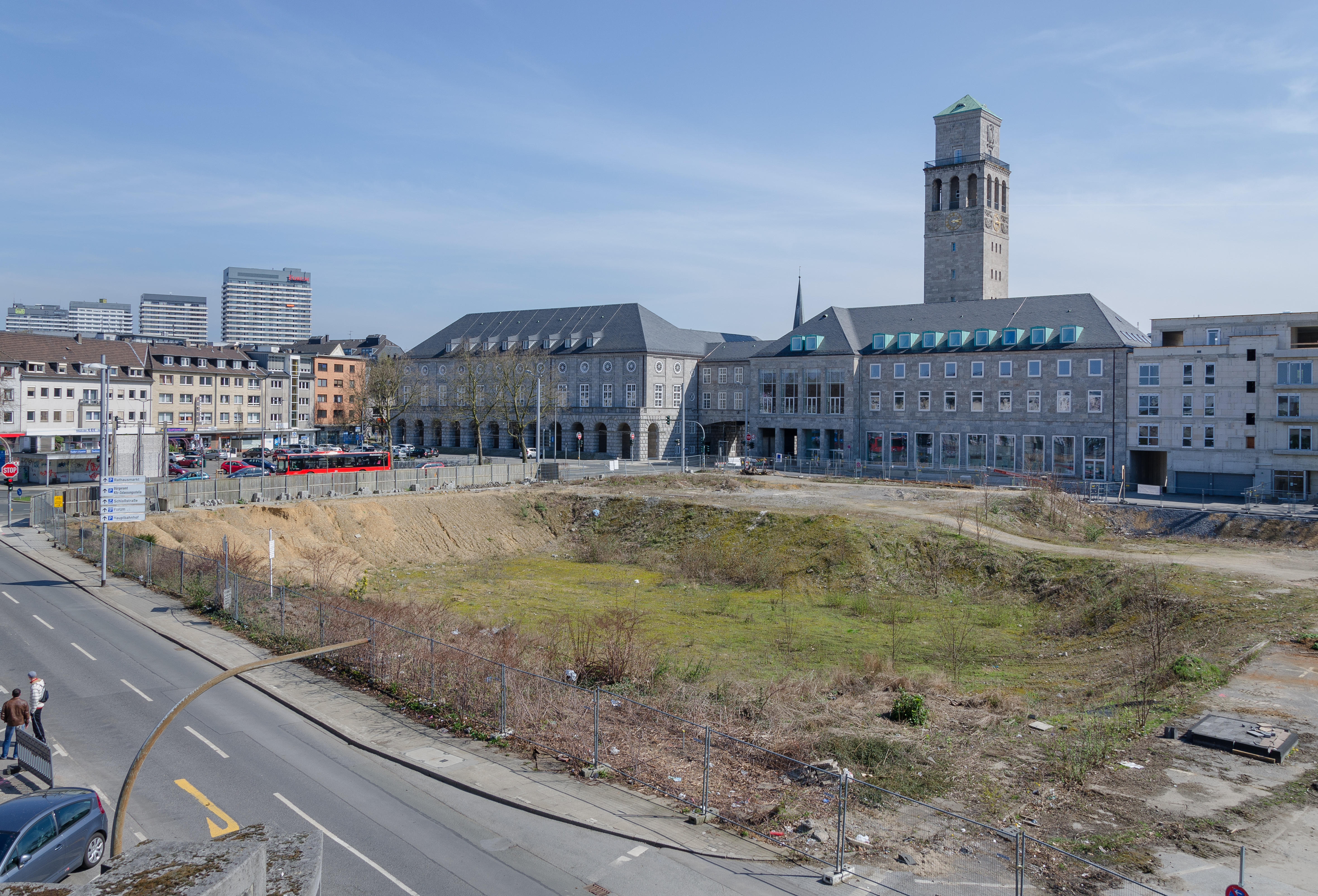
Ehemaliger Standort der Stadtbücherei, die für Ruhrbania abgerissen wurde
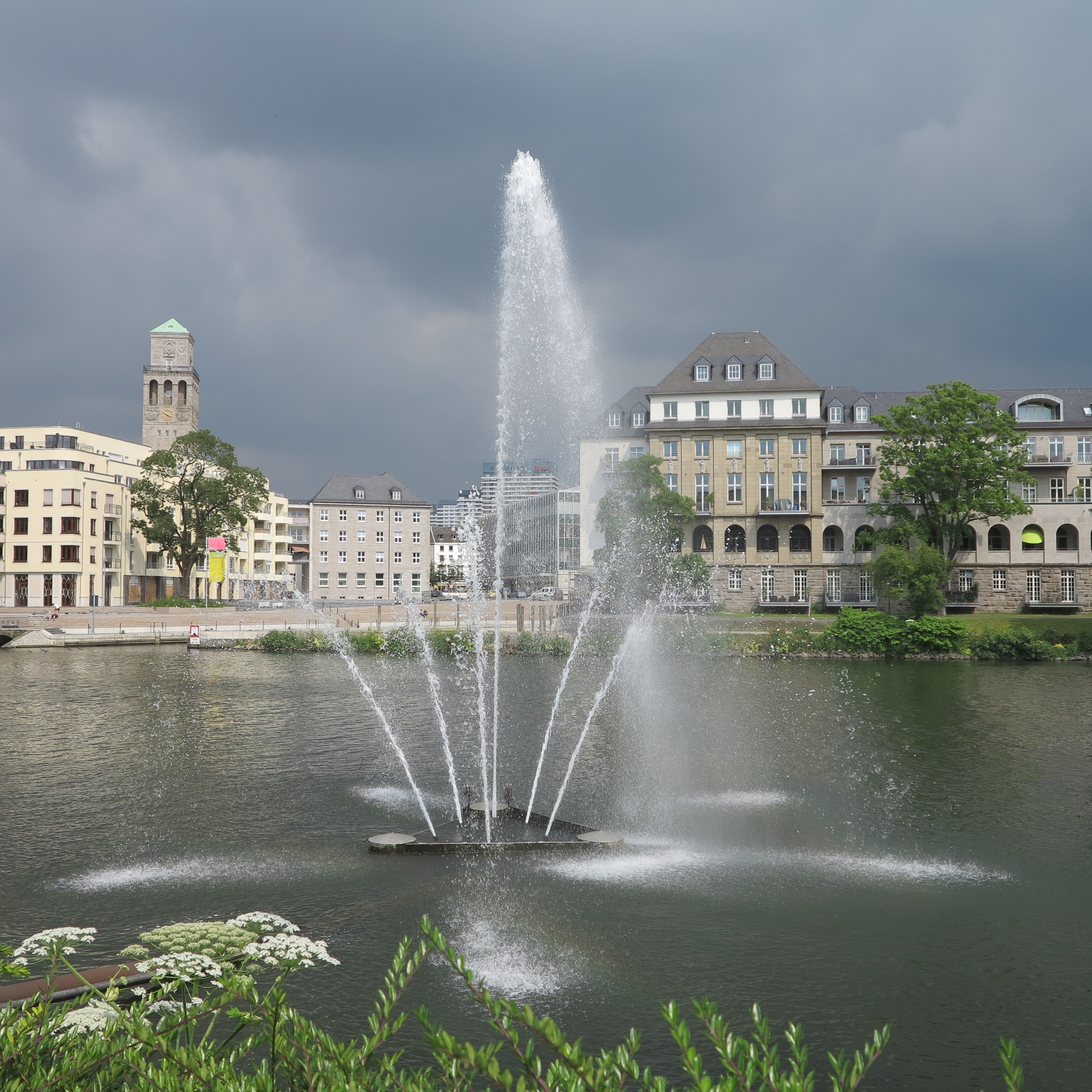
Ruhrbania, Juli 2013
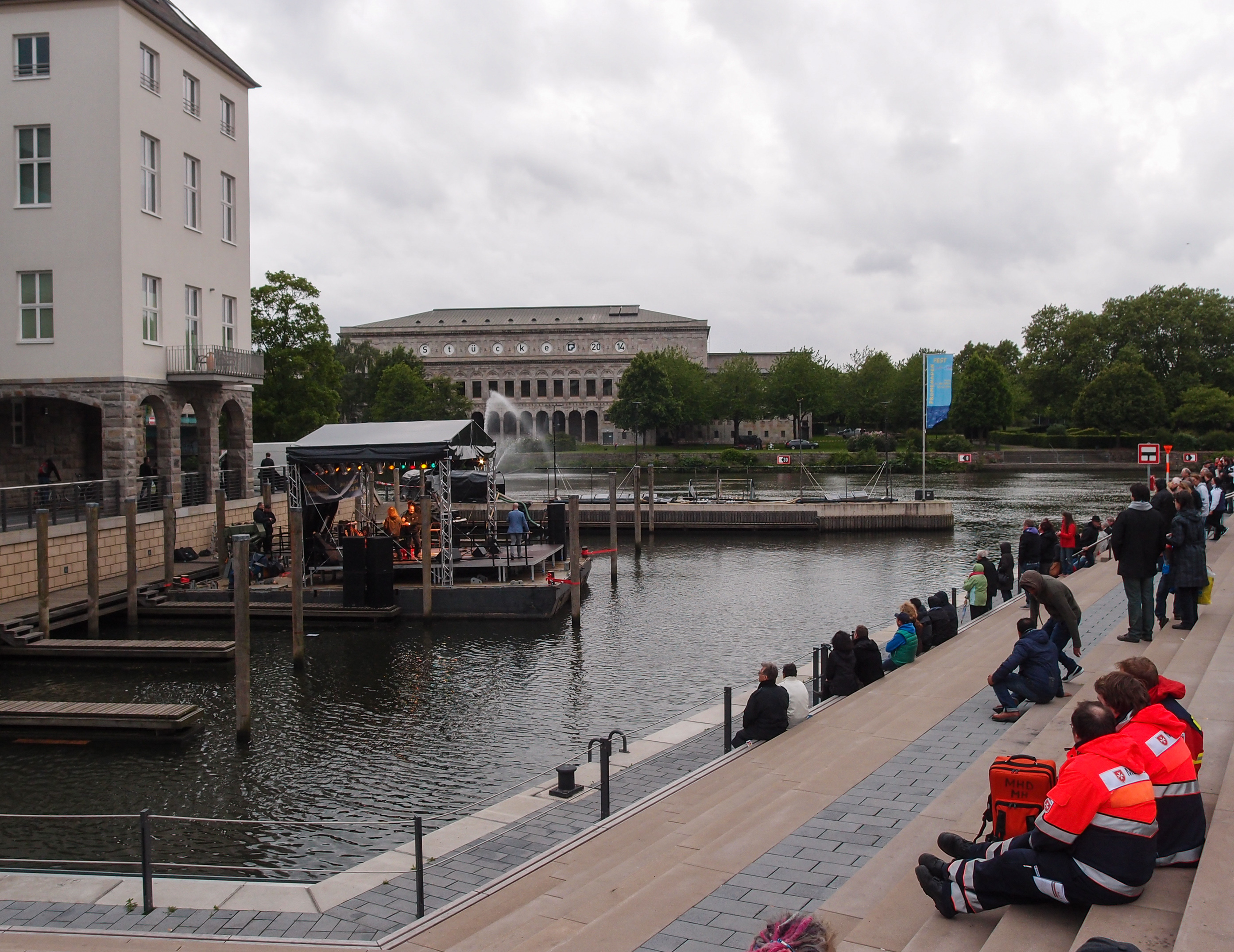
Feierliche Eröffnung des Stadthafens, Mai 2014

Ruhrbania war ein dezentrales Stadtentwicklungsprojekt in der Ruhrtalstadt Mülheim an der Ruhr. Es umfasste mehrere Einzelprojekte in fünf Teilbereichen. Die Planungen dazu begannen kurz nach der Jahrtausendwende. Kernprojekt war eine Promenade an der Ruhr. Diese sollte die Innenstadt mit dem Fluss verbinden und Gastronomie und Dienstleister anlocken. Hierfür wurde die historische Ruhrstraße unterbrochen, die fortan Ruhrpromenade 1–3 als Straßenbezeichnung führt. Weitere Teilprojekte waren ein Gründerzentrum, der Ausbau der Stadthalle zum Kultur- und Kongresszentrum, eine Museumsmeile, Ausbau des Innenstadtparks „Ruhranlage“ und Realisierung verschiedener Gewerbeflächen, Gastronomie, Ärzte, Hotel, Fitness-Center, Supermarkt, Bäckerei und Hauptpostfiliale.

## Ruhrpromenade und Innenstadtpark „Ruhranlage“
Die Ruhr fließt auf einer Strecke von 15 Kilometern über Mülheimer Stadtgebiet. 12,3 Kilometer davon sind weitgehend unbebaut; nur eine kürzere Strecke am Rhein-Ruhr-Hafen und an der Friedrich Wilhelms-Hütte ist bebaut und derzeit nicht unmittelbar zugänglich. In der Mülheimer Innenstadt ist jedoch weiterhin von der Ruhr nur wenig zu sehen. Einzig eine aus Brandschutzgründen realisierte Baulücke erlaubt den Blick auf den Fluss.
Das ehemalige Gebäude des städtischen Mülheimer Kunstmuseums und Mülheimer Stadtbads mit angeschlossenem Blockheizkraftwerk wurde sodann durch die Vivacon AG zu Eigentumswohnungen (Palais am Stadtkai) umgebaut. Das Heizkraftwerk der Stadtwerksgesellschaft medl GmbH wurde auf die andere Ruhrseite verlegt.
Einen Architektenwettbewerb für die Neugestaltung der Promenade gewann im Jahr 2004 das Düsseldorfer Büro RKW Rhode Kellermann Wawrowsky. Zu dem siegreichen Entwurf gehörte unter anderem ein Wasserwanderrastplatz; Treppen die zum Verweilen einladen, Pflanzen und Freizeitbereiche sollten die Promenade strukturieren. Für die Umsetzung des Entwurfs wurden der Park „Ost-Ruhranlagen“ und mehrere Gebäude abgerissen, darunter ein Teil des Rathauses und die alte Stadtbücherei, die nun einen neuen Platz im Medienhaus in der Fußgängerzone am Synagogenplatz gefunden hat. Der dortige Platz der Deutschen Einheit wurde auf die Schleuseninsel in den Innenstadtpark „Ruhranlage“ verlegt.
Der Gebäudekomplex auf Baufeld I am Rathaus wurde Mitte 2013 fertiggestellt.  Ein letzter Bauabschnitt im Bereich des Radschnellweg Ruhr (RS1) soll neu geplant werden. Die Stadtplaner untersuchen auch eine Neugestaltung der sich anschließenden ruhraufwärts gelegenen Industriebrache nach der möglichen Schließung der Friedrich-Wilhelms-Hütte.
Die Ruhrpromenade lädt heute ein, unter der Schlossbrücke hindurch zum Innenstadtpark „Ruhranlage“ und zum Wasserbahnhof zu „promenieren“ – wie dies schon um die Jahrhundertwende möglich war als dieser Bereich vom 1879 gegründeten Mülheimer Verschönerungsverein gestaltet wurde. Der zwischenzeitlich aufgelöste Verein wurde im Jahr 2023 neu aktiviert.

### Widerstand gegen die Promenade
Gerade gegen die Umgestaltung der Ruhrpromenade (u. a. Entfernung der historischen Grünanlagen) als Kernprojekt von Ruhrbania gab es seit dem Beginn der Planungen im Jahr 2003 immer wieder Proteste und zahlreiche Bürgeranhörungen. Noch im gleichen Jahr strebte die Bürgerinitiative Pro Mülheim ein Bürgerbegehren an, das aber scheiterte. Der Rat erklärte es für formal unzulässig.

## Das Gründerzentrum
Das Gründerzentrum soll Jungunternehmern durch günstige Mieten und die Erleichterung einer Netzwerkbildung den Start in die Selbstständigkeit so einfach wie möglich machen. Es wurde im September 2005 eröffnet. Das Gründerzentrum befindet sich in einem ehemaligen Verwaltungsgebäude von Siemens PG/KWU im Mülheimer Hafenviertel. Ursprünglich war es das Stammhaus von August Thyssen, dem Gründer des Thyssen-Konzerns.

## Das Kultur- und Kongresszentrum in der Stadthalle
Kulturveranstaltungen, etwa Theateraufführungen und Konzerte, finden von jeher in der Stadthalle statt. Als Teil des Ruhrbania-Projektes fungiert die Stadthalle als Veranstaltungs- und Kongresszentrum. Dazu wurde der Festsaal in einen Veranstaltungsraum umgebaut, der bei Bedarf zweigeteilt werden kann. Im Foyer entstanden Konferenzräume. Die offizielle Einweihung fand im November 2006 statt. Bereits im September 2006 hatte der erste große Kongress in der umgebauten Halle stattgefunden.

## Gewerbestandorte
Im Rahmen von Ruhrbania werden verschiedene Gewerbegebiete vermarktet, die zum Teil in einiger Entfernung vom Fluss angesiedelt sind: der Gewerbepark Styrum, die Düsseldorfer Straße, der Siemens-Technopark, der Rhein-Ruhr-Hafen, der Steinbruch Rauen und das Gewerbegebiet Mannesmannallee.

## Museumsmeile
Die Museumsmeile soll verschiedene, zum Teile schon lange bestehende Museen unter einem neuen Markennamen bündeln. Zur Museumsmeile gehören folgende Museen:
- Kunstmuseum in der Alten Post
- Aquarius-Wassermuseum (E.ON – Konzern)
- Museum zur Vorgeschichte des Films in der Camera Obscura
- Haus Ruhrnatur (E.ON – Konzern)
- Galerie an der Ruhr mit dem MMKM – Museum Moderne Kunst Mülheim
- Leder- und Gerbermuseum (Stiftung)
- Zisterzienserinnenkloster Saarn
- Historisches Museum im Schloss Broich
- Heimatmuseum Tersteegenhaus
- Gründer- und Unternehmermuseum
- Büromuseum im Rathausturm (aktuell aus Brandschutzgründen eingelagert)

Weitere Museen in der Stadt Mülheim sind das „Museum für Fotokopie“ in der Friedrich-Ebert-Straße 48, das „MMKM - Museum Moderne Kunst Mülheim“ in der Ruhrstraße 3 und das „ZIMM – Zinnfigurenmuseum Mülheim“ in der Delle 54–60.